# Potamilla linguicollaris
Potamilla linguicollaris är en ringmaskart som beskrevs av Francis Day 1961. Potamilla linguicollaris ingår i släktet Potamilla och familjen Sabellidae. Inga underarter finns listade i Catalogue of Life.